# New Era Engineering Company
New Era Engineering Company war ein US-amerikanischer Hersteller von Automobilen.

## Unternehmensgeschichte
Forrest J. Alvin gründete Mitte 1915 zusammen mit James P. Buckley, Winthrop Burdick und W. J. Burdick das Unternehmen. Der Sitz war in Joliet in Illinois. Alvin wurde Präsident. Er warb W. O. Dayton von der Crusader Motor Car Company als Konstrukteur an. 1916 begann die Produktion von Automobilen. Der Markenname lautete New Era. Im Juli 1916 endete die Produktion. Elgin Motors übernahm das Werk. Alvin wechselte zur Schoeneck Company.
Weitere US-amerikanische Hersteller von Personenkraftwagen der Marke New Era waren Automobile and Marine Power Company und New Era Motors Corporation.

## Fahrzeuge
Im Angebot stand ein Kleinwagen. Er hatte einen Vierzylindermotor mit 16 PS Leistung. Das Fahrgestell hatte 264 cm Radstand. Zur Wahl standen ein fünfsitziger Tourenwagen und ein zweisitziger Roadster.